# Vitória Riboque
Vitória Futebol Clube do Riboque ist ein Fußballverein aus São Tomé und Príncipe. Er wurde im Jahr 1976 gegründet und zählt zu den ältesten des Landes. Er ist im Stadtteil Riboque der Hauptstadt São Tomé im Distrikt Água Grande auf der Insel São Tomé ansässig. Die Klubzentrale befindet sich an der Avenida Geovany in Riboque. Vitória ist der einzige Verein auf der Insel São Tomé, der noch nie abgestiegen ist.
Mit rund 25 offiziellen Titeln – 14 nationale und 11 regionale – gilt Vitória Riboque als einer der erfolgreichsten Fußballvereine des Landes. Mit fünf nationalen Meistertiteln hält der Verein etwa 15 % aller vergebenen Landesmeisterschaften. Auch auf regionaler Ebene ist der Verein mit über 30 % der Titel besonders erfolgreich. Im nationalen Pokalwettbewerb hält Vitória Riboque etwa 30 % aller bisher vergebenen Pokaltitel.

## Geschichte
Vitória Riboque gewann insgesamt fünf nationale Meisterschaften und sieben regionale Meistertitel. Der erste nationale Titel wurde 1977 gewonnen – es war zugleich der erste nationale Meistertitel nach der Unabhängigkeit des Landes. Der Verein war der erste Klub, der drei nationale Meisterschaften in Folge errang (1977–1979). Die bislang letzte nationale Meisterschaft wurde 2011 gewonnen.
Bis 2013 war Vitória Riboque der Verein mit den meisten nationalen und regionalen Titeln, ehe SC Praia Cruz gleichzog. Seit 2015 ist Vitória Riboque der zweiterfolgreichste Verein hinter Sporting Praia Cruz. Der Klub gewann fünf Pokal- und Meistertitel im selben Jahr und insgesamt acht nationale Pokaltitel, davon der erste 1984 und der letzte 2011 – so viele wie kein anderer Verein des Landes.

## Stadion

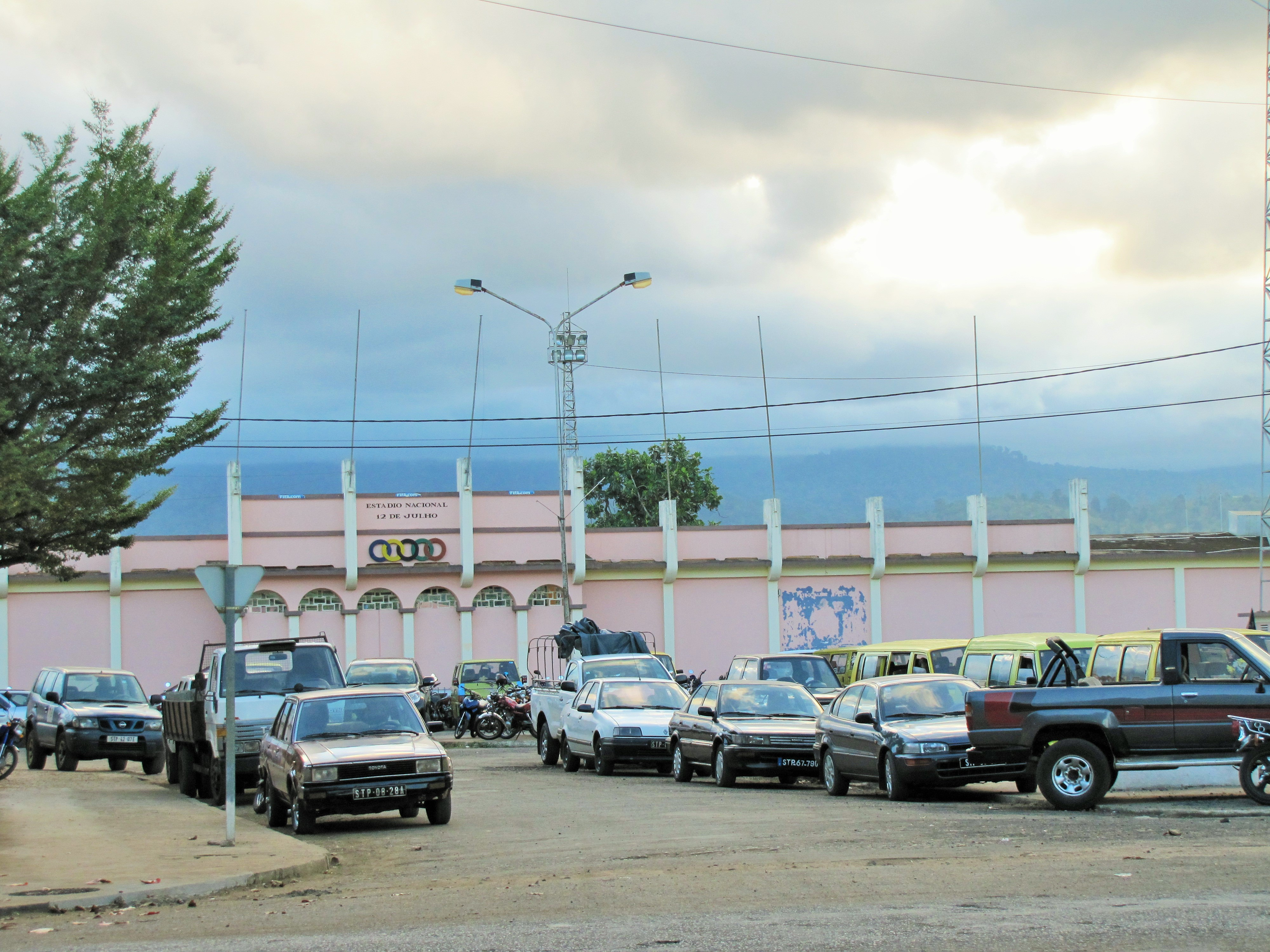
Estádio Nacional 12 de Julho, Heimstadion von Vitória Riboque

Die Heimspiele trägt der Verein im Estádio Nacional 12 de Julho in São Tomé aus. Das Mehrzweckstadion hat eine Kapazität von 6500 Zuschauern und liegt an der Avenida das Nações Unidas. Es wird auch von anderen Spitzenvereinen des Landes wie SC Praia Cruz, Aliança Nacional und Andorinha SC genutzt. Das Stadion dient zudem als Trainingsstätte für den Klub.

## Erfolge
National
Meisterschaft von São Tomé und Príncipe: 5
1977, 1978, 1979, 1986, 1989
Nationalpokal (Taça Nacional): 8
1984, 1985, 1986, 1989, 1990, 1999, 2007, 2011
Supercup von São Tomé und Príncipe: 1
2011
Regional
Inselmeisterschaft São Tomé: 6
1977, 1978, 1979, 1986, 1989, 2011
Regionalpokal von São Tomé: 5
1985, 1986, 2001, 2007, 2011

## Statistiken
Beste Platzierung (Liga): 1. Platz (national)
Beste Platzierung (Pokal): Sieger (national)
Teilnahmen am Supercup: 1
Teilnahmen am Nationalpokal: 8